# Arthur Jeffrey Dempster

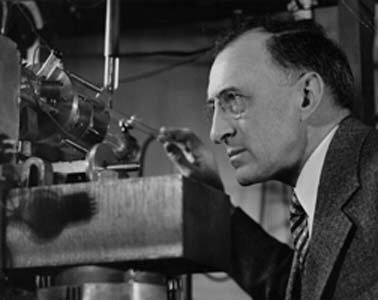
A. J. Dempster

Arthur Jeffrey Dempster (* 14. August 1886 in Toronto, Ontario; † 11. März 1950 in Stuart, Florida) war ein kanadisch-US-amerikanischer Physiker.

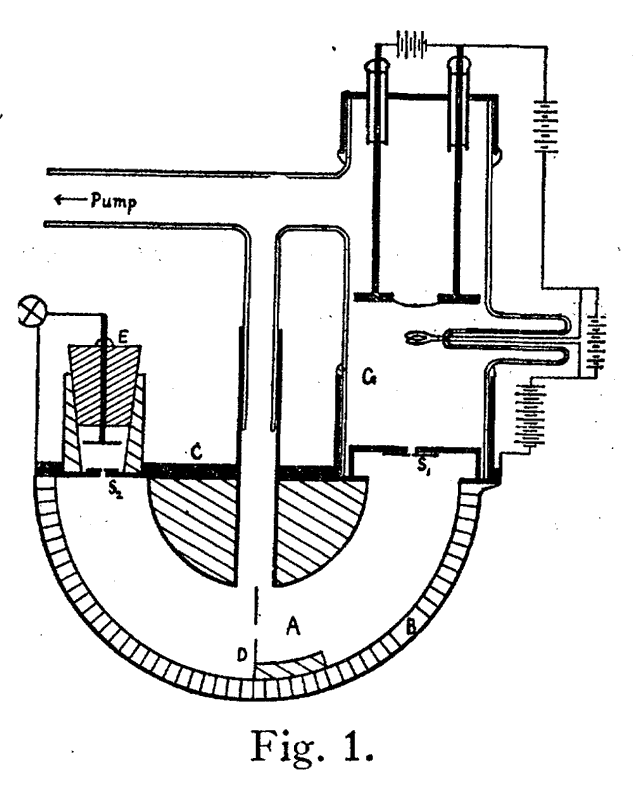
Dempsters 1918 Massenspektrometer

## Leben
Dempster studierte an der University of Toronto mit dem Bachelor-Abschluss 1909 und dem Master-Abschluss 1910, setzte sein Studium in Deutschland fort und wurde 1916 an der University of Chicago promoviert. Ab 1919 lehrte er an der Universität Chicago.
Er entwickelte 1918 das erste moderne Massenspektrometer und 1936 wie auch Kenneth Bainbridge und Josef Mattauch ein doppelt fokussierendes Massenspektrometer. Er wandte die Massenspektrometrie zur Suche nach stabilen Isotopen und zur Bestimmung ihrer relativen Häufigkeiten an. Dabei entdeckte er mehr Isotope als irgendein anderer Wissenschaftler mit Ausnahme von Francis William Aston, dem Erfinder des Prinzips. Im Jahr 1935 entdeckte er das Uran-Isotop 235U.
Im Zweiten Weltkrieg arbeitete Dempster am Manhattan-Projekt mit. Seit 1921 war er Fellow der American Physical Society, deren Präsident er 1944 war. Seit 1932 war er Mitglied der American Philosophical Society und seit 1937 der National Academy of Sciences.